# Lista światowego dziedzictwa UNESCO w Kostaryce
Lista światowego dziedzictwa UNESCO w Kostaryce – lista miejsc w Kostaryce wpisanych na listę światowego dziedzictwa UNESCO, ustanowionej na mocy Konwencji w sprawie ochrony światowego dziedzictwa kulturowego i naturalnego, przyjętej przez UNESCO na 17. sesji w Paryżu 16 listopada 1972 i ratyfikowanej przez Kostarykę 23 sierpnia 1977 roku.
Obecnie (stan na 2022 rok) na liście znajdują się cztery obiekty: jedno dziedzictwo kulturowe oraz trzy o charakterze przyrodniczym.
Na kostarykańskiej liście informacyjnej UNESCO – liście obiektów, które Kostaryka zamierza rozpatrzyć do zgłoszenia do wpisu na listę światowego dziedzictwa, znajduje się jeden obiekt (stan na 2022 rok).

## Obiekty na liście światowego dziedzictwa UNESCO
Poniższa tabela przedstawia kostarykańskie wpisy na liście światowego dziedzictwa UNESCO:
Nr ref. – numer referencyjny UNESCO;
Obiekt – polskie tłumaczenie nazwy wpisu na liście wraz z jej angielskim oryginałem;
Położenie – miasto, gmina, region; współrzędne geograficzne;
Typ – klasyfikacja według Komitetu Światowego Dziedzictwa:
- kulturowe (K),
- przyrodnicze (P),
- kulturowo-przyrodnicze (K,P);

Rok wpisu – roku wpisu na listę;
Opis – krótki opis wpisu wraz z informacjami o jego zagrożeniu.
     Wpisy transgraniczne
| Nr ref. | Obiekt | Zdjęcie | Położenie                                                         | Typ                  | Rok        | Opis |
| ------- | --- | ------- | ----------------------------------------------------------------- | -------------------- | ---------- | --- |
| 1453    | Prekolumbijskie osady wodzowskie z kamiennymi kulami ludu Dequis Precolumbian Chiefdom Settlements with Stone Spheres of the Diquís |         | Puntarenas 8°54′41″N 83°28′39″W/8,911389 -83,477500               | K (iii)              | 2014       | Monolityczne rzeźby w kształcie kul znalezione na terenie Kostaryki w latach 30. XIX wieku. Wykonane są z granodiorytu. Ich średnice wynoszą od 0,7 m (najmniejsze) do 2,4 m (największe).                                                                    |
| 928     | Park Narodowy Guanacaste Area de Conservación Guanacaste                                                                            |         | Guanacaste 10°49′48″N 85°19′26″W/10,830000 -85,323889             | P (ix)(x)            | 1999, 2004 | Powierzchnia Parku Narodowego Guanacaste wynosi 35 000 ha. W parku występuje duża różnorodność gatunkowa. Zidentyfikowano tutaj ponad 2000 gatunków roślin, 125 gatunków ptaków, 25 gatunków ssaków oraz 1800 gatunków insektów.                              |
| 820     | Park Narodowy na Wyspie Kokosowej Cocos Island National Park                                                                        |         | Puntarenas 5°31′45″N 87°03′36″W/5,529167 -87,060000               | P (ix)(x)            | 1997, 2002 | Niezamieszkana wyspa na Oceanie Spokojnym, około 550 km od Kostaryki. Całość wyspy stanowi park narodowy o powierzchni 24 km². Zidentyfikowano tutaj około 400 gatunków owadów oraz ok. 90 gatunków ptaków. Od 1978 roku wyspa jest objęta całkowitą ochroną. |
| 205     | Rezerwat górski Talamanca-La Amistad/Międzynarodowy Park La Amistad Talamanca Range-La Amistad Reserves / La Amistad National Park  |         | Chiriquí, Bocas del Toro 9°24′18″N 82°56′10″W/9,405000 -82,936111 | P (vii)(viii)(ix)(x) | 1983, 1990 | Lokalizacja tego międzynarodowego parku w Ameryce Środkowej pozwoliła na krzyżowanie się fauny i flory Ameryki Północnej i Południowej. Tropikalne lasy deszczowe pokrywają większość obszaru. W Parku mieszkają cztery różne plemiona indiańskie.            |

## Obiekty na kostarykańskiej liście informacyjnej UNESCO
Poniższa tabela przedstawia obiekty na kostarykańskiej liście informacyjnej UNESCO:
Nr ref. – numer referencyjny UNESCO;
Obiekt – polskie nazwa obiektu wraz z jej angielskim oryginałem na kostarykańskiej liście informacyjnej;
Położenie – miasto, gmina, region; współrzędne geograficzne;
Typ – klasyfikacja według zgłoszenia:
- kulturowe (K),
- przyrodnicze (P),
- kulturowo-przyrodnicze (K,P);

Rok wpisu – roku wpisu na listę informacyjną;
Opis – krótki opis obiektu wraz z informacjami o jego zagrożeniu.
| Nr ref. | Obiekt                                                                                                  | Zdjęcie | Położenie                                                                                            | Typ        | Rok  | Opis |
| ------- | --- | ------- | --- | ---------- | ---- | --- |
| 1795    | Park Narodowy Corcovado oraz Isla del Caño Corcovado National Park and Isla del Caño Biological Reserve |         | Puntarenas 8°32′29,8″N 83°34′30,3″W/8,541611 -83,575083 8°42′24,8″N 83°52′38,7″W/8,706889 -83,877417 | P (vii)(x) | 2003 | Dwa parki narodowe zlokalizowane w południowej Kostaryce. Park Corcovado wyróżnia się jednym z największych pierwotnych wilgotnych lasów tropikalnych w całej Ameryce Środkowej. Park Narodowy Isla del Caño znajduje się na bezludnej wyspie o tej samej nazwie. Na jego terenie znajduje się 5 raf koralowych. |